# Albon-d'Ardèche
Albon-d'Ardèche è un comune francese di 161 abitanti situato nel dipartimento dell'Ardèche della regione dell'Alvernia-Rodano-Alpi.

## Società

### Evoluzione demografica
Abitanti censiti